# 성산고등학교 (제주)
성산고등학교(城山高等學校)는 대한민국 제주특별자치도 서귀포시 성산읍 오조리에 있는 공립 고등학교이다.

## 학교 연혁
- 1949년 9월 29일 : 성산공립수산중학교 설립인가
- 1949년 11월 15일 : 개교(성산읍 고성리 300번지)
- 1951년 8월 31일 : 성산수산고등학교로 승격인가(증식과)
- 1984년 11월 29일 : 신축교사로 이전(성산읍 오조리 360번지)
- 1992년 7월 15일 : 학칙 변경 인가(전학과 남녀 공학. 항해과 폐과, 수산가공과를 식품공업과로, 기관과를 동력기계과로, 수산양식과를 양식과로 과명 변경, 전자통신과 신설) 계 18학급
- 1999년 10월 12일 : 학칙 변경 인가(전학과 남녀 공학 특성화고. 해양산업과, 관광해양레포츠과, 관광공예과, 관광정보통신과, 관광외국어과) 계 15학급
- 1999년 12월 30일 : 제주도립학교설치조례 개정 공포(교명 변경에 따른 조례)
- 2000년 3월 1일 : 제주관광해양고등학교로 교명 변경
- 2006년 5월 1일 : 교육인적자원부지정 학교폭력예방안전학교 연구학교 지정(~2007.02)
- 2007년 3월 1일 : 교육인적자원부지정 방과후학교 연구학교 운영(~2008.02)
- 2007년 10월 1일 : 학칙 변경 인가 (해양산업과 1학급, 관광정보통신과 1학급, 보통과 3학급) 계 15학급
- 2008년 3월 1일 : 성산고등학교로 교명 변경
- 2010년 3월 2일 : 기숙형 공립학교(일출영재관) 운영
- 2011년 3월 1일 : 제주특별자치도교육청 지정 제주형 자율학교(i-좋은 학교) 재지정 운영(2년간)(~2013.02)
- 2016년 3월 1일 : 제주특별자치도교육청 지정 학업중단예방 연구학교 운영(~2017.02.)
- 2022년 9월 1일 : 제32대 양기봉 교장 취임
- 2025년 1월 6일 : 제72회 54명 졸업(졸업생 누계 9,484명)
- 2025년 3월 4일 : 제75회 78명 입학

## 설치 학과
- 해양산업과
- 보통과

## 참고 자료
- 성산고등학교 - 한국교육학술정보원 학교알리미